# Спьенн

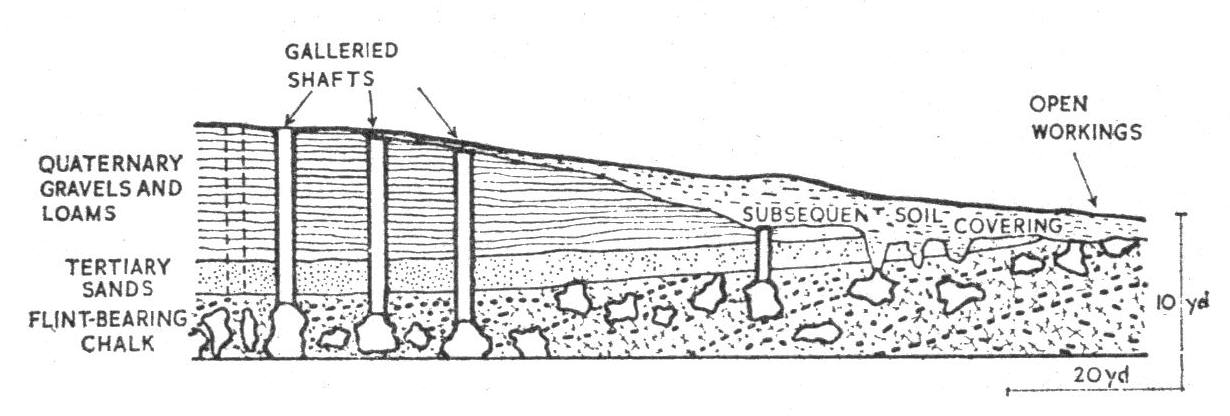
Доисторическая шахта в Спьенне: вид в разрезе

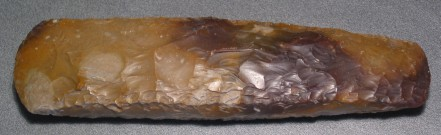
Кремнёвый топор эпохи неолита, длина около 31 см

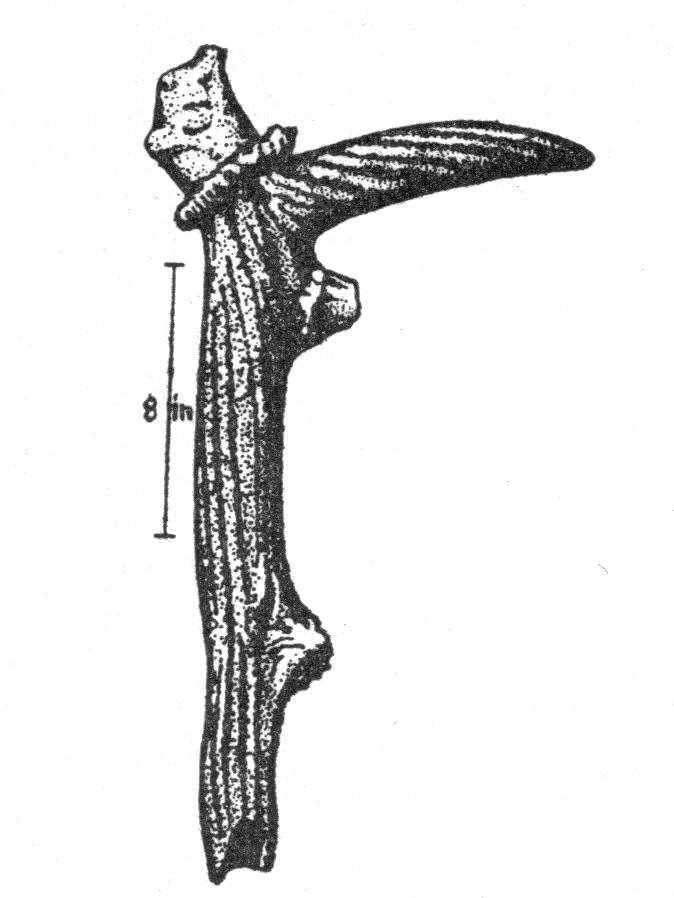
Кайло из оленьего рога — найдено в Граймс-Грейвс

Спьенн, фр. Spiennes — валлонская деревня в муниципалитете Монс, Бельгия.
Деревня включена в список Всемирного наследия ЮНЕСКО благодаря каменоломне эпохи неолита, где происходила добыча кремня. Согласно реестру ЮНЕСКО, это «самое крупное и самое раннее скопление древних шахт в Европе», заслуживающее включения, поскольку оно отражает высокий уровень тогдашнего развития технологии.

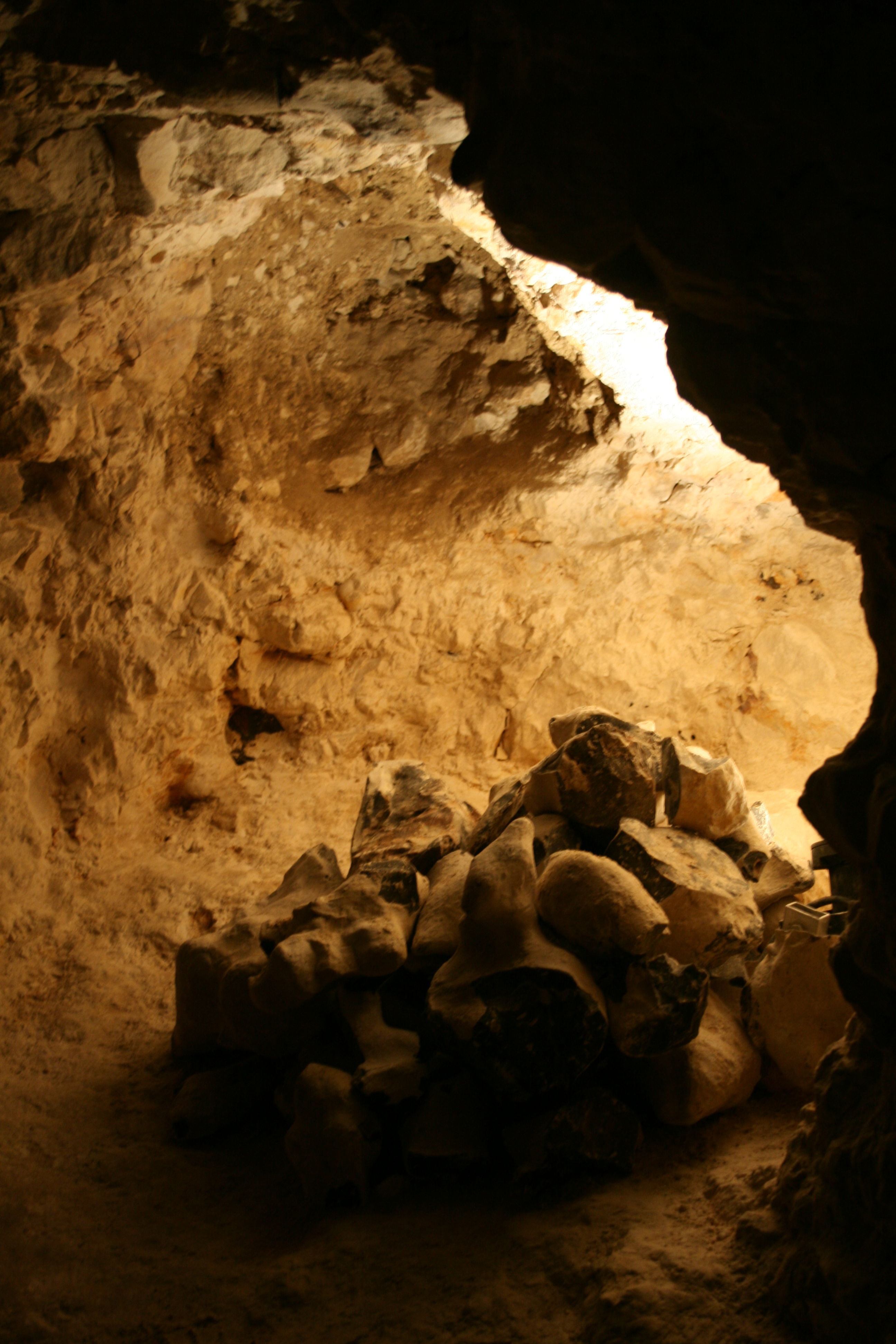
Неолитическая каменоломня в Спьенне

Шахты занимают около 100 гектаров низины близ Монса в Бельгии. Они интересны тем, что представляют переход между открытой и подземной горной добычей кремня. Желваки кремня добывались при помощи кайл из оленьих рогов. После этого кремни обтёсывались, приобретая форму топоров, и затем полировались.
Торговля заготовками для топоров охватывала довольно широкую территорию, нередко полировка происходила лишь в месте назначения. Полировка укрепляла конечный продукт, он мог после этого служить дольше. Топоры первоначально служили для рубки леса в раннем неолите, а также для обработки древесины для постройки домов и лодок.
Аналоги данной шахты обнаружены на территории Великобритании — это Граймс-Грейвс и Сиссбери, где также добывался кремень.